# Rada Narodowa (Mandat Palestyny)
Rada Narodowa (hebr. ועד לאומי, Va’ad Le’umi; ang. The Jewish National Council – JNC) była organem władzy wykonawczej wybieranym od 1920 przez członków żydowskiego Zgromadzenia Reprezentantów w brytyjskim Mandacie Palestyny.

## Historia
W dniu 19 kwietnia 1920 odbyły się powszechne wybory w społeczności żydowskiej mieszkającej w Mandacie Palestyny, w których wybrano członków Zgromadzenia Reprezentantów. Podczas pierwszego posiedzenia utworzono pierwszą Radę Narodową, która była organem wykonawczym Zgromadzenia Reprezentantów. Zgromadzenie wybrało członków Rady, oraz określiło zadania i cele do realizacji. Rada Narodowa zbierała się co sześć tygodni, aby określić dalszy plan działań. W wykonywaniu swoich zadań była wspierana przez Komitet Wykonawczy Rady Narodowej, który liczył czternastu członków wywodzących się z różnych komitetów. Brytyjskie władze mandatowe uznały formalnie Radę dopiero w 1928, i od tego momentu reprezentowała ona interesy społeczności żydowskiej w Palestynie. Władze mandatowe przyznały Radzie Narodowej odpowiednie uprawnienia prawne i administracyjne, dzięki którym mogła wypełniać swoje obowiązki.
Rada Narodowa była słabsza niż Agencja Żydowska. Pomiędzy tymi dwoma instytucjami często pojawiały się podziały i dochodziło do podejmowania sprzecznych decyzji w różnych sprawach. Dobra współpraca rozpoczęła się dopiero w 1947, gdy Rada Narodowa rozpoczęła przygotowania do utworzenia państwa żydowskiego w Palestynie. Utworzono wówczas podkomisje do spraw gospodarczych i walutowych, usług publicznych, administracji, spraw prawnych, osiedli żydowskich i inne. Praktycznie podkomisje te przygotowały urzędników rządowych, którzy weszli w skład ministerstw Izraela.
| Rada Narodowa                 | Przewodniczący    | Członkowie Komitetu Wykonawczego | Członkowie Rady Narodowej | Zastępcy |
| ----------------------------- | ----------------- | --- | --- | --- |
| I Rada Narodowa (1920-1925)   | Dawid Jelin       | Józef Aaronowicz, Mosze Ostrowski, Ettinger, Aaron Eisenberg, Dawid Ben Gurion, Jicchak Ben Cewi, Eliasz Berligne, Meir Dizengoff, dr Halevi, Jakub Thon, Berl Katznelson, Józef Nadana, Chaim Kalwarijski-Margalijot, Ben Zion Uziel, Awraham-Chajjim Szag, Joszua Radler Feldman, Josef Sprinzak                                                                                 | Benjamin Alkotzir, Dawid Bloch-Blumenfeld, Glikin, Jakub Haft, Ze’ew Żabotyński, Jicchak Tabenkin, Nahum Twerski, Bezalel Jaffe, Samuel Lopez, Menasze Meerowicz, Chaim Jakub Margowski, Jicchak Sapir, Józef Fniz'il, Jehuda Lejb Majmon, Abraham Zarom, Izrael Citron, Cook, Dawid Remez, Izrael Szochat, Salomon Schiller | Buzaglo Solomon, Artur Biram, Bloch, Majer Ginio, M. Gissin, Dow Hoz, Rachel Ben-Cewi, Szalom Kohen, Jehuda Kohen, Levi Leibowicz, Hanna Meisel, Szalom Fhtr, Efraim Reuveni |
| II Rada Narodowa (1925-1931)  | Pinchas Rutenberg | Mosze Ostrowski, Chaim Arlosoroff, Nehemiasz Botkowski Zvi, Jicchak Ben Cewi, Eliasz Berligne, Meir Dizengoff, Jakub Thon, Dawid Jelin, Ben-Cijjon Mosenson, Józef Nadana, Chaim Kalwarijski-Margalijot, Chaim Salomon, Dawid Remez | Józef Aaronowicz, Ettinger, Chaim Arlosoroff, Menachem Ussiszkin, Dawid Ben Gurion, Dawid Bloch-Blumenfeld, Zecharja Gluska, dr Jakub Rob, Efraim Schütz, Ze’ew Żabotyński, Nachum Twerski, Abraham Tavic, Rachel Ben-Cewi, Estera Jibin, Levi Icchak Iongstr, Berl Katznelson, Liebrecht, Mejer Laniado, Izrael Mereminski, Joszua Sofrski, Sara Azarjasz, Ada Majmon, Izrael Plesser, Abraham Zarom, Szlomo Kaplanski, dr Filip Korngreen, Zalman Szazar                                                      | |
| III Rada Narodowa (1931-1944) | Jicchak Ben Cewi  | Dawid Abulafia, Mosze Ostrowski, Mosze Ichilow, dr Arje Altman, Abraham Elmalih, Eliasz Berligne, Meir Bar-Ilan, Elijjahu Golomb, Dow Hoz, Efraim Schütz, Georg Landauer, Henrietta Szold, Joszua Sofrski, Aharon Zisling, Awraham Kacnelson, Pinchas Rutenberg, Dawid Remez, Josef Sprinzak, Zalman Szragaj                                                                       | Dawid Avissar, Menachem Ussiszkin, Chaim Arlosorof, Dawid Ben Gurion, Chaim Rafael Kohen, Josef Attributed, Ben-Cijjon Mosenson, Daniel Sirkis, Ada Majmon, Eli’ezer Kaplan, Jeszajahu Szapira | Ja’akow Uri, Jehuda Burla, Bezalel Biozinski, Mosze Beilinson, Ben Szabat, Me’ir Argow, Awraham Herzfeld, Jacob Thon, Solomon Javnieli, Helena Kagan, Josef Levi, Golda Meir, Pinchas Capra |
| IV Rada Narodowa (1944-1948)  | Dawid Remez       | Mosze Ostrowski, Mordechaj Oren, Jisra’el Bar-Jehuda, Rafael Alszich, Jicchak Ben Cewi, Eliasz Berligne, Elijjahu Golomb, Me’ir Grabowski, Zerach Warhaftig, Rachel Kohen-Kagan, Saadia Kobaszi, Cvi Lurie, Georg Landauer, Nachum Nir, Menachem Soloweitchik, Dawid-Cewi Pinkas, Aharon Zisling, Mosze Sneh, Awraham Kacnelson, Mordechaj Szatner, Josef Sprinzak, Zalman Szragaj | Mosze Unna, Beba Idelson, Bezalel Biozinski, Dawid Bar-Raw-Haj, Izajasz Bernstein, Jocheved Bat-Rachel, Meir Bar-Ilan, Jisra’el Guri, Jisra’el Galili, Mosze Goldman, Abraham Haft, Meiri (Ostrowski), Cewi Herman, Jicchak Refa’el, Samuel Zuchowicki, Gerszon Zak, Nachum Chet, Awraham Tawiw, Elijjahu Hakarmeli, Georg Lubinski, Golda Meir, Arie Clear, Jeszajahu Foerder, Ada Majmon, Max Kreuzvrgr, Ben-Zion Meir Hai Uziel, Life Krisfin, Eliezer Rieger, Ja’akow Riftin, Berl Repetur, Pinchas Raszisz | Ze’ew Abramowicz, Ja’akow Uri, Orimn, Meir Orilian, Sara Aszbel, Josef Barac, Wolf Building, Vancouver, Ja’akow Ben-Tor, Benjamin de-Paris, Szimon Wasserman, Micha’el Chazani, Ja’akow Chazzan, Chaikin, Jicchak Tabenkin, Zalman Jerusalem, Jisra’el Jeszajahu, Me’ir Ja’ari, Binjamin Lubocki, Dawid Liwszic, Josef-Micha’el Lamm, Mosze-Cewi Nerija, Josef Nussbaum, Abraham Segal, Natan Fleming, Eliezer Pearlson, Eli’ezer Peri, Awraham-Chajjim Szag, John Kaufman, Korn, Pinchas Rosen, prof. Leon Roth |

## Obowiązki i uprawnienia
Do obowiązków Rady Narodowej należały:
- Komitet Wykonawczy – realizował uchwały Zgromadzenia Reprezentantów.
- Jurysdykcja – zajmowała się prawem własności, podpisywała kontrakty i nadzorowała rachunki pełniąc funkcję reprezentanta społeczności żydowskiej w Palestynie.
- Nadzór Aktyw – odpowiadała przed Zgromadzeniem Reprezentantów za nadzór nad wszelkimi żydowskimi aktywami w Palestynie
- Budżet – przygotowywała projekty budżetu i przedstawiała do zatwierdzenia przez Zgromadzenie Reprezentantów. Wydział Finansowy nakładał podatki na społeczność żydowską, aby w ten sposób finansować budżet. Wydział zajmował się także budżetem Rady Rabinatu.
- Sprawozdania – przedstawiała coroczne sprawozdania z działalności Zgromadzenia Reprezentantów do brytyjskiego wysokiego komisarza Palestyny.
- Dane osobowe – zarządzała bazą danych osobowych uprawnionych żydowskich wyborców oraz wybranych do Zgromadzenia Reprezentantów. Obejmowało to także prowadzenie rejestrów z ewidencją zgonów, narodzin i małżeństw.
- Sprawy bieżące – przedstawiała sprawy najwyższej pilności przed forum Zgromadzenia Reprezentantów. Wydział Prasy i Informacji utrzymywał relacje z instytucjami dziennikarskimi w kraju. Tą drogą publikowano informacje o działalności Rady Narodowej, a także o wysiłkach instytucji na rzecz ratowania europejskich Żydów przed nazistami.
- Wybory – określała we współpracy z wysokim komisarzem Palestyny procedury wyborcze do Zgromadzenia Reprezentantów. Dotyczyło to także przepisów wyboru Rady Rabinatu.
- Społeczności lokalne – ustalała procedury wyborcze dla lokalnych społeczności żydowskich, nadzorowała ich funkcjonowanie oraz ich budżet. W 1939 powołano Wydział Szkoleń, który rozpoczął tworzenie kadry administracyjnej by w ten sposób koordynować współpracę między różnymi instytucjami społeczności żydowskich.
- Prowadziła działalność władzy wykonawczej w dziedzinach edukacji, kultury, ochrony zdrowia, spraw społecznych i religii. Od 1932 Rada Narodowa odpowiadała za system żydowskiej edukacji, który wcześniej był pod nadzorem Agencji Żydowskiej. W tym celu zorganizowano system podatkowy oraz administrację obsługującą szkoły w żydowskich społecznościach. System obejmował wszystkie żydowskie szkoły, począwszy od podstawowych aż do uniwersyteckich. W 1936 utworzono Wydział Kultury, który koncentrował swoją pracę na szerzeniu kultury żydowskiej i języka hebrajskiego wśród nowych imigrantów. W zakresie opieki zdrowotnej Rada Narodowa odpowiadała za ogólny dostęp do usług medycznych, podczas gdy lokalne służby medyczne były odpowiedzialne za bezpośredni kontakt z lokalnymi społecznościami żydowskimi. Ponadto Rada Narodowa organizowała system ubezpieczeń społecznych i nadzorowała regulacje finansowe za świadczone usługi medyczne pomiędzy społecznościami. W celu poszerzenia dostępności do usług medycznych prowadzono negocjacje z brytyjskimi władzami mandatowymi. W rezultacie zostało umożliwione zakładanie szpitali i systemu stacji ratowniczych. Działem ubezpieczeń i pomocy społecznej kierowała Henrietta Szold. Organizowała ona szkolenia pracowników socjalnych, a następnie utworzyła szkołę pielęgniarską. Szczególny nacisk kładziono na opiekę nad młodym pokoleniem. W 1941 utworzono Fundację Dzieci i Młodzieży[2].